# 113355 Gessler
113355 Gessler è un asteroide della fascia principale. Scoperto nel 2002, presenta un'orbita caratterizzata da un semiasse maggiore pari a 2,9627216 UA e da un'eccentricità di 0,0996440, inclinata di 9,50387° rispetto all'eclittica.